# The Headlines
The Headlines är ett punk- och rockband från Malmö, Sverige. Bandet är kraftigt influerat av The Clash, Stiff Little Fingers samt Ramones. Stry Terrarie (Ebba Grön) har producerat de första tre släppen. De har släppt fem album och en EP (limiterad vinyl i olika färger) sedan 2007.
Bandet har bland annat turnerat med brittiska Levellers och tyska Broilers. Bandet har gjort hundratals spelningar i hela Europa.

## Diskografi

### Album
- 2007 Plug n Play - Radio Rebel Records
- 2009 Making Love to the City - Bad Dog/Cargo
- 2013 The Headlines - MetalSpiesser Records
- 2015 Vendetta - MetalSpiesser Records
- 2017 In the End - MetalSpiesser Records
- 2020 Warpaint - Metalville Records

### EP
- 2011 Wake Up (EP) - Goodwill Records